# 43e régiment d'artillerie
Pour les articles homonymes, voir 43e régiment.
Ne doit pas être confondu avec le 43e régiment d'artillerie coloniale (1918-1919) ou 43e régiment d'artillerie de marine (1962-1993).
Le 43e régiment d'artillerie est un régiment d'artillerie de l'armée française créé en 1911, qui se distingua notamment lors de la Première Guerre mondiale et la bataille de France durant Seconde Guerre mondiale. L'unité, capturée par l'ennemi le 21 juin 1940, n'est pas reconstituée.
En 1956, il est reformé au cours de la guerre d'Algérie, un premier groupe du 43e régiment d'artillerie ou I/43 RA. Stationné en grande Kabylie jusqu'en 1962, il est dissous en 1966.

## Création et différentes dénominations
Régiment créé le 1er janvier 1911 dans le cadre de la loi du 24 juillet 1909, à partir de trois groupes complémentaires de batteries formés au sein des 11e et 22e régiment d'artillerie de Versailles. Dépôts à Versailles et Rouen (1911-1914), puis à Caen , Quartier Claude Decaen(1914-1940).
- 43e régiment d'artillerie de campagne (43e RAC) et AD5 (Première Guerre mondiale)
- 43e régiment d'artillerie divisionnaire (43e RAD) à partir de 1924. Voir également 243e régiment d'artillerie lourde divisionnaire (243e RALD) (entre-deux-guerres et Seconde Guerre mondiale)
- 43e régiment d'artillerie (I/43e RA) (Guerre d'Algérie).

## Chefs de corps

### De la création au1eraoût 1914
- lieutenant colonel Moïse Menhanem Fernand Valabrègue (Carpentras 1857 - Paris 1926)[3]. Nommé le 1er octobre 1910 commandant par intérim du régiment[4] alors en cours de formation.

### Durant la Première Guerre mondiale
- 2 août - 3 septembre 1914 : colonel Moïse Menhanem Fernand Valabrègue (Carpentras 1857 - Paris 1926)[3][5]
- 3 au 6 septembre 1914 : lieutenant-colonel Amable Albert Drouault (Paris 1861 - 19..)[6]
- 6 septembre 1914 - 15 novembre 1915 : lieutenant-Colonel Marie Eugène Stanislas Rougier (Paris 1863 - Paris 1937)[7]
- 15 novembre 1915 - 16 janvier 1917 : lieutenant-colonel Henri Auguste Dumesnil (Versailles 1864 - 19..)[8]
- 16 janvier 1917 - 11 novembre 1918 : lieutenant-colonel Louis Marie Maurice Eymard (Bedouin 1867 - 1941)[9]

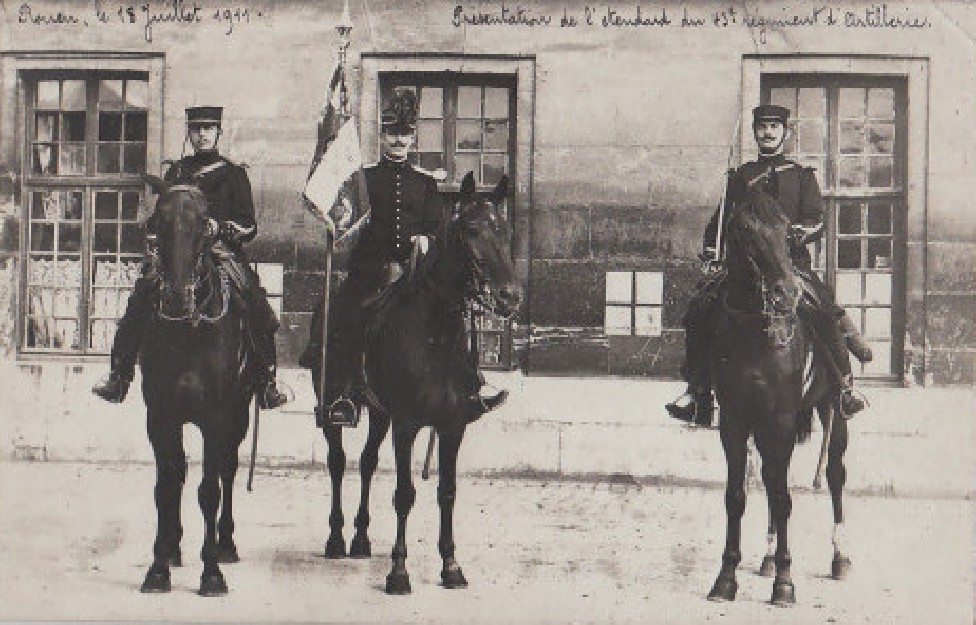
Etendard du 43e RAC (Rouen, 1911)

### Durant l'entre-deux-guerres
- 11 novembre 1918 - 23 mai 1919 : lieutenant-colonel Louis Marie Maurice Eymard (Bedouin 1867 - 1941)[9]
- 10 juin 1919 - 11 octobre 1919 : lieutenant-Colonel Pierre Jean François Chaffary (Villemoustausson 1872 - Juillac 1950)[11]

- 11 octobre 1919 - 12 juillet 1921 : colonel Léopold Charles Maison (Amiens 1868 - Paris 1925)[12]
- 24 octobre 1921 - 10 janvier 1925 : lieutenant-colonel Pierre Gaston de Lacombe (Metz 1868 - Paris 1933)[13]
- 14 janvier 1925 - 22 décembre 1927 : lieutenant-colonel Mesnil (Paris 1868 - 1963)[14]
- 15 octobre 1928 - 22 mai 1930 : lieutenant-colonel Jean Joseph Fromageot (Paris 1877 - 1954)[15]
- août 1930 - janvier 1933 : colonel Roger Gaston Marie Villers (Nantes 1879 - Viry-Châtillon 1949)[16]
- janvier 1933 - mai 1936 colonel Albert Charles Hubert-Brierre (Vaires-sur-Marne 1880 - 1977)[17]

- juin 1936 - septembre 1939 : colonel Franck Émile Tisnes (Castres 1881 - Castres 1964)[18]

### Durant la Seconde Guerre mondiale
- septembre 1939 - 23 novembre 1939 : colonel Franck Émile Tisnes (Castres 1881 - Castres 1964)[18]

- 5 décembre 1939 - 21 juin 1940 : colonel puis lieutenant-colonel Pierre Henri Marie Joseph Debroise (Nantes 1890 - Paris 1964)[19]

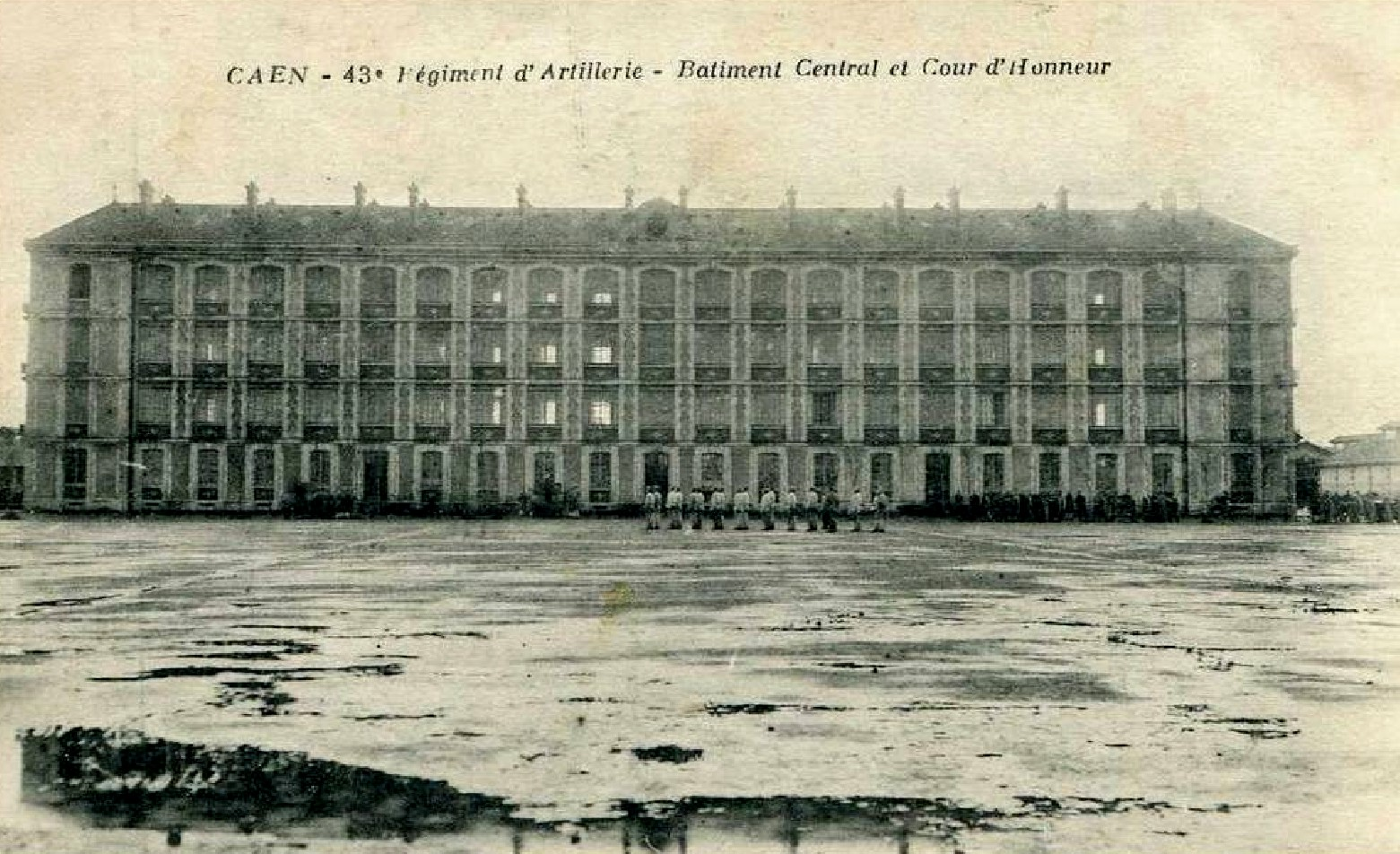
Caen, quartier Claude Decaen, dépôt définitif du 43e RAC

## Historique des garnisons
- Versailles (Yvelines), Camp de Satory, dépôt du 1er groupe (du 1er janvier 1911 à octobre 1913), dépôt d'un groupe de renforcement à la mobilisation, d'un escadron territorial de d'étapes (1914) ce dernier cantonné à Saint-Cloud, caserne Sully (janvier-février 1915) enfin à Caen[1].
- Rouen (Seine-Maritime), Caserne Jeanne d'Arc, esplanade du champ de Mars, dépôt des 2e et 3e groupes du 1er janvier 1911 au 5 avril 1914.
- Caen (Calvados), Quartier d'artillerie Claude Decaen (1914-1940) dépôt du 43e RAC (1er groupe à partir d'octobre 1913, accompagné des 2e et 3e groupes à partir d'avril 1914) ; renommé 43e RAD à partir de janvier 1924.
- Cherbourg (Manche), Quartier Rochambeau, groupes d'artillerie lourde du 43e RAD (1923-1935).
- Cherbourg (Manche), Quartier Rochambeau, dépôt du 1/43e RA du 22 septembre 1962 , jusqu'à sa dissolution le 31 mars 1966 .

## Première Guerre mondiale

### Dépôtp
Dépôt régimentaire en 1914 : Caen (Calvados), Quartier Claude Decaen ; Mobilisation de certaines unités (batteries de dépôts, batteries de renforcement, escadron territorial, échelon de parc...) : Versailles (Yvelines), camp de Satory, rues Neuve, d'Angivillers, Sainte-Sophie et Sainte-Victoire.

### Composition et rattachementp
Le 43e RAC, régiment composé de trois groupes de trois batteries de 4 pièces de 75 mm soit un total de 36 pièces (canons de 75 mm), constitue le régiment d’artillerie divisionnaire (AD5) de la 5e division d’infanterie (5e DI) qui a pour affectation organique le 3e corps d’armée (5e Armée d’août 1914 à mai 1915).

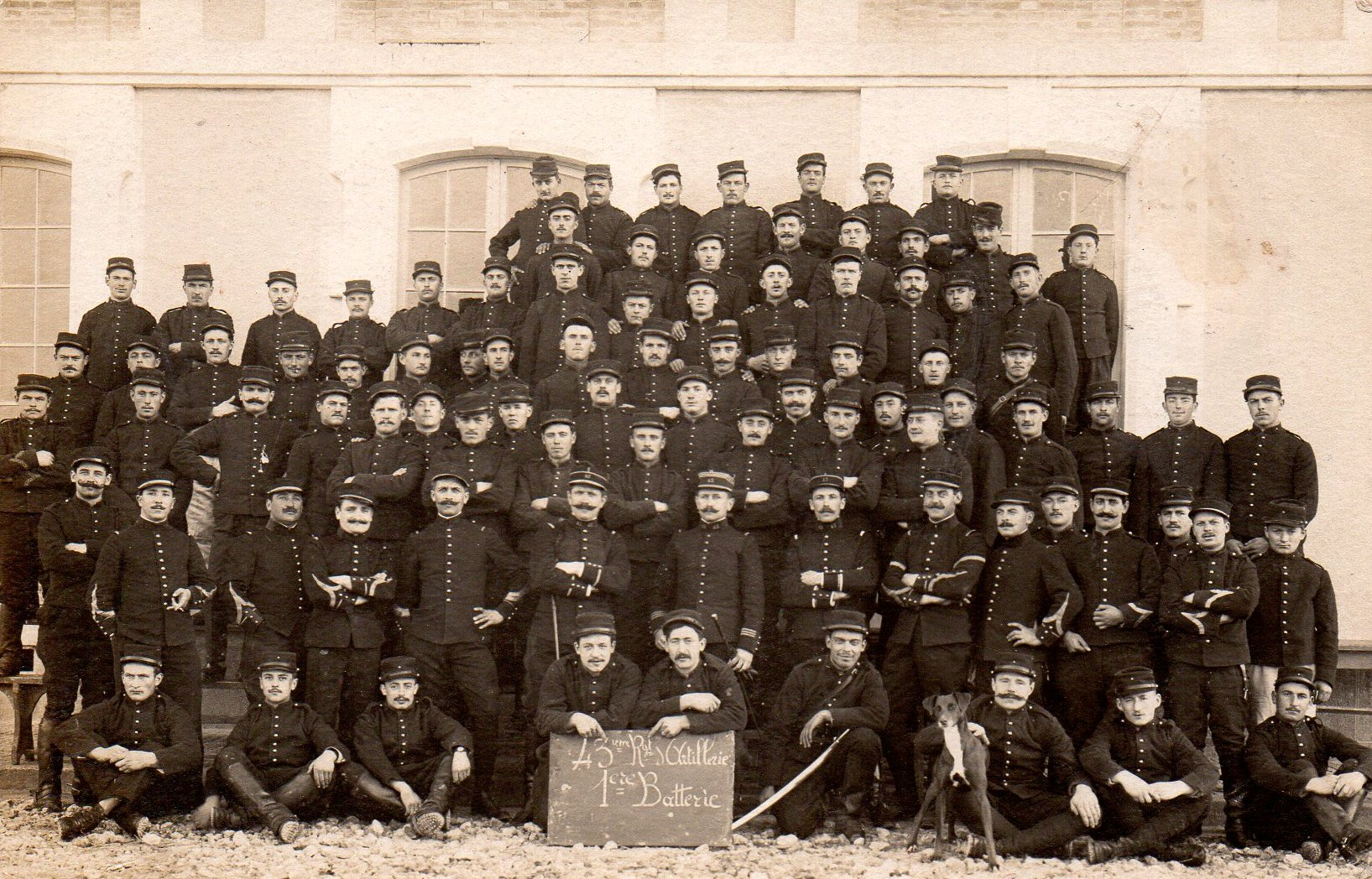
Première batterie du 43e RAC, Caen, 1914

Le groupe de renforcement du 43 RAC composé de 3 batteries (dépôt de Versailles) placé en août 1914 sous le commandement du chef d’escadron Mendès-Bonito, forme dès le début du conflit le 1er groupement d'artillerie de campagne de  l’AD 53 dont il suit le mouvement indépendamment du reste du régiment. Le 1er avril 1917, il constitue le 1er groupe (21e, 22e et 23e batteries) du 243e RAC nouvellement créé. Le 5 février 1919, ce 1er groupe, placé sous le commandement du chef d’escadron Girard, est reversé au 43e RAC (voir historique régimentaire du 243e RAC JMO du 243e RAC et JMO du 1er groupe.).
Par décision ministérielle no 2978 3/3 du 6 mars 1915, une batterie du 43e RAC (41e batterie, dépôt de Versailles), forme avec deux autres batteries du 22e RAC et du 11e RAC, un groupe équipé de canon de 90. Ce groupe, rattaché au 43e RAC et placé sous les ordres du chef d’escadron Delalleau, a également un parcours bien distinct du reste du régiment (voir 43e RAC, JMO 43e batterie de 90). Le 1er avril 1917 lors de la création du 270e RAC (AD 81), il forme le 2e groupe du nouveau régiment, désormais équipé de pièces de 75 : voir historique régimentaire du 270e RAC.
Parallèlement sont mobilisés au 43e RAC (Versailles) un escadron territorial d'étapes et un ensemble de sections de munitions : unités du 1er échelon de parc du 3e corps d'armée (1re et 2e sections de munitions d'infanterie, 5e, 6e, 7e, 8e et 9e sections de munitions d'artillerie) et 2e section de parc du groupe no 3 du grand parc d'artillerie de la 5e armée.

### Principaux engagements du43eRAC d'après l'Historique régimentaire 1914-1918
- Bataille de Charleroi 21-24 août 1914[30]
- Retraite 24 août - 6 septembre 1914
- Bataille de la Marne 6-12 septembre 1914
- Bataille de l'Aisne 13 septembre 1914 -  22 mai 1915
- Front d'Artois 23 mai - 25 octobre 1915, Neuville-Saint-Vaast : deuxième Bataille d'Artois (mai-juin) et troisième Bataille d'Artois (automne)Batterie du 43e RAC sur le front de l'Aisne (Hiver 1915)[31]

- Front de la Somme 25 octobre 1915 - 28 mars 1916, Attaque de Frise 28 janvier 1916

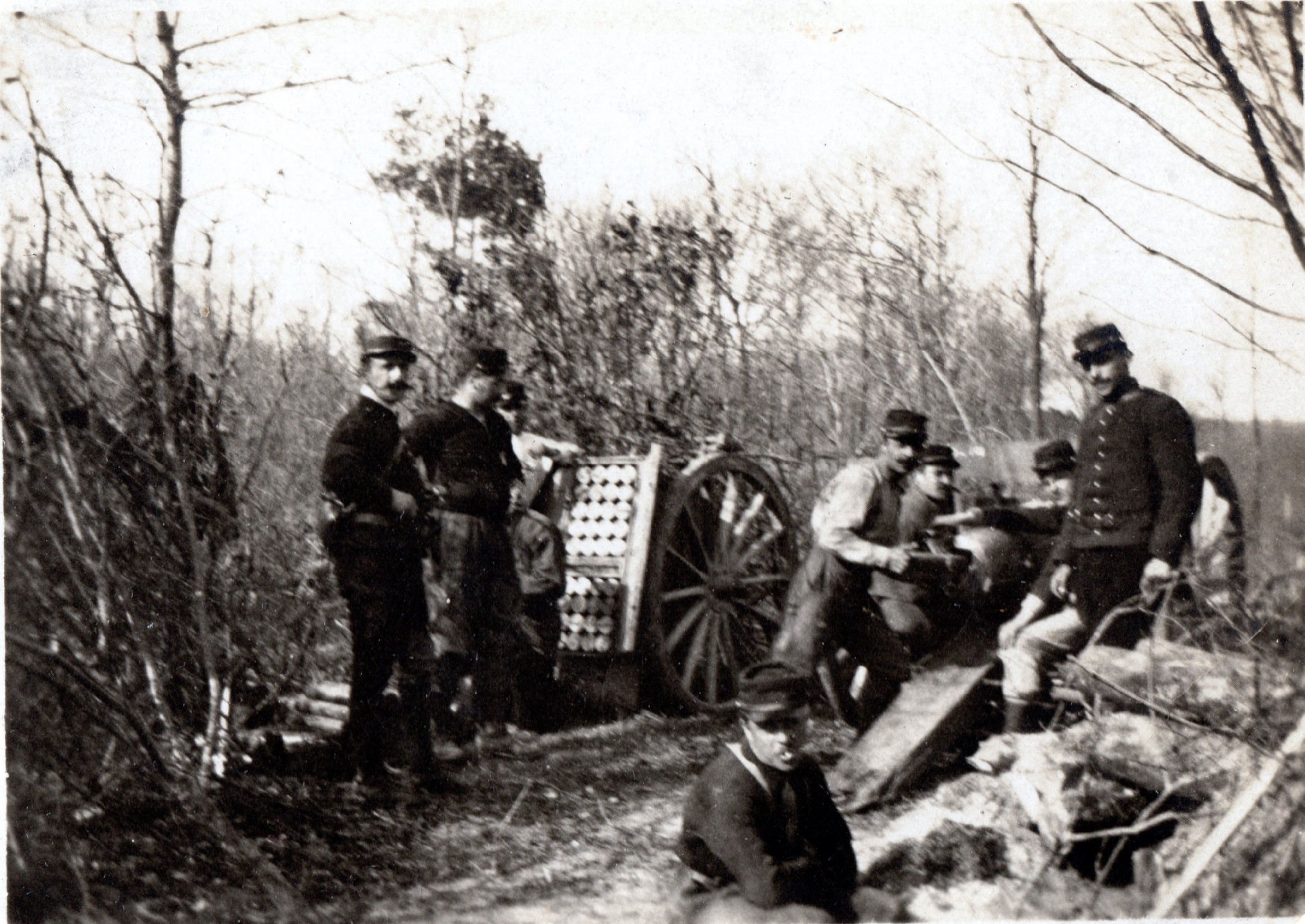
Batterie du 43e RAC sur le front de l'Aisne (Hiver 1915)

- Bataille de Verdun : Le Bois de la Caillette avril 1916 ; Douaumont mai 1916
- Les Éparges juin 1916 - février 1917
- Le Chemin des Dames 28 mars - 1er septembre 1916
- Secteur de Saint-Quentin avril 1917 - février 1918
- Secteur de la Marne mars - juin 1918
- Bataille de Villers-Cotterêts 18-30 juillet 1918
- Bataille de l'Oise 7-21 août 1918 : Ressons-sur-Matz 7-11 août ; Quennièvre, Moulin-sous-Touvent 15-21 août 1918
- Bataille de l'Aisne 26 août - 24 septembre 1918 : Billy-sur-Aisne, Bucy-le-Long, Vrigny, Le Chemin des Dames
- Campagne de Belgique octobre - novembre 1918

Le 11 novembre 1918, le régiment est en position sur l'Escaut entre Courtrai et Gand, dans la région d'Asper Gavere (Belgique). Il demeure dans le secteur jusqu'à fin janvier 1919, le maréchal Pétain remettant la fourragère à l'étendard le 14 décembre 1918 à Rosendaël près de Dunkerque.

### Relevé des pertes du43eRAC durant la Grande Guerre
Voir le répertoire dressé dans l'Historique régimentaire pp. 51-61, celui-ci réclamant néanmoins quelques observations

### Distinction
Fourragère aux couleurs du ruban de la Croix de guerre conférée par le Maréchal de France commandant en chef des armées françaises de l'Est.
1° "Engagé dans la contre-offensive après 4 marches forcées de jour et de nuit, succédant sans répit à trois journées de combats ininterrompus dans une autre armée, a, au cours de durs combats, du 16 au 28 juillet 1918, sous le commandement du lieutenant-colonel Eymard, montré au degré le plus élevé les magnifiques qualités d'entrain et d'endurance qu'il a constamment manifestées pendant la campagne. Malgré les lourdes fatigues subies et les fortes pertes dans le personnel, a brillamment secondé son infanterie, manœuvrant fréquemment sous le feu pour amener des batteries à pied d'œuvre au fur et à mesure des progrès de la division." — ( Décision du général commandant en chef, du 27 août 1918. )
2° "Régiment hors de pair, sous le commandement du chef d'escadron Garnuchot, a affirmé, une fois de plus, en septembre et octobre 1918, ses qualités d'endurance et son aptitude manœuvrière. Il a risqué les déplacements les plus audacieux pour appuyer de près les bataillons d'attaque. Au passage de la Lys, a poussé en avant des pièces qui sous le commandement du lieutenant Nouvian et du sous-lieutenant Gally, ont franchi la rivière sur des radeaux avec les premiers éléments d'infanterie, malgré un violent bombardement. En toutes circonstances, a donné à l'infanterie l'aide la plus féconde." — ( Décision du maréchal de France, commandant en chef les armées françaises de l'Est, du 23 novembre 1918).

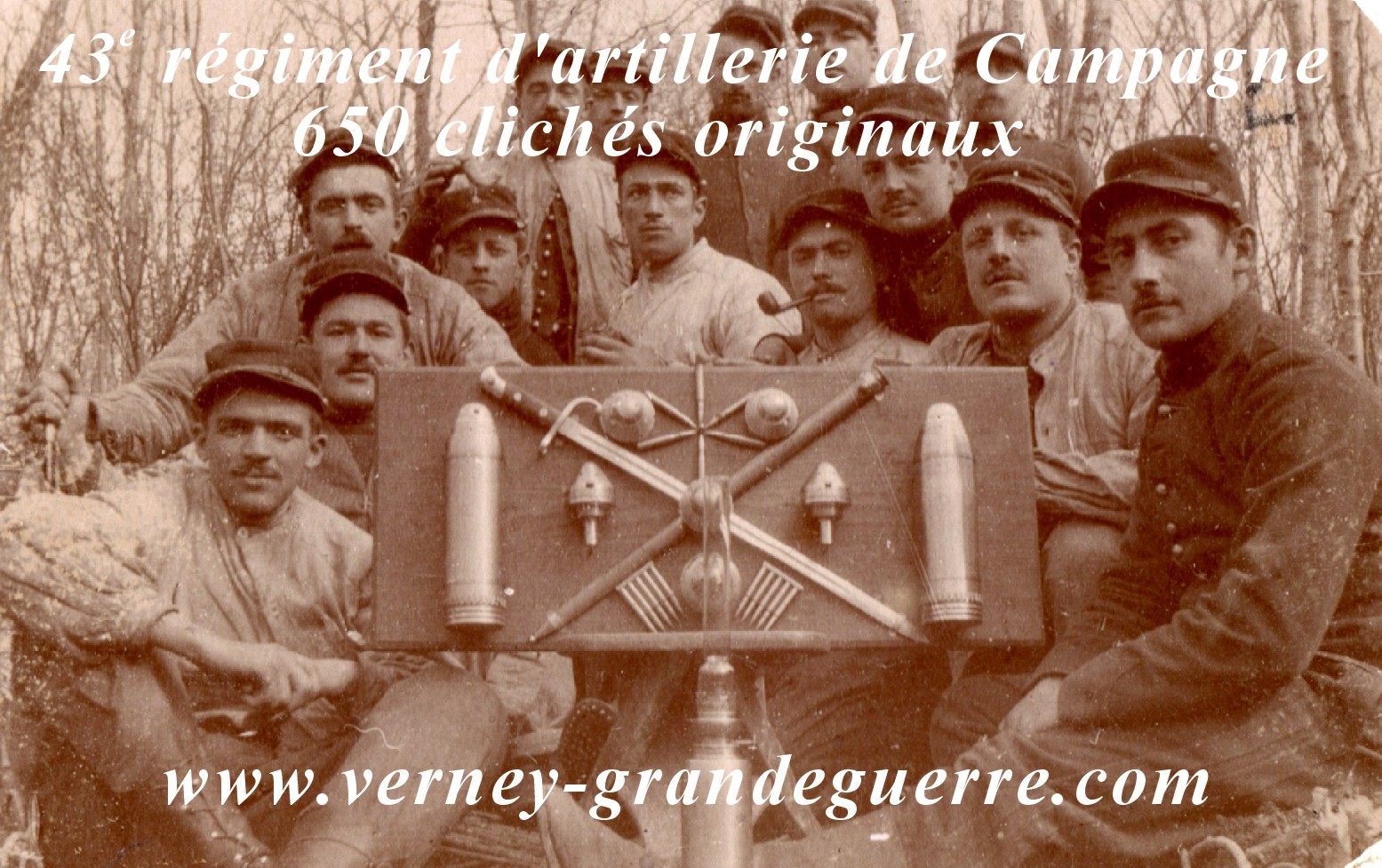
...Bois de Gernicourt (Aisne) mars 1915. Lampe et panoplie faites à la 9e batterie du avec des projectiles allemands

### Témoins du43eRAC durant la Grande Guerre
- [Jean Paul Léon Emile Bessand (1886-1918), lieutenant au 43e RAC, 1er groupe, 2e batterie]  Anonyme - Morts pour la France, André Bessand, Jean Bessand. [Lettres], Préface de Gabriel Bonvalot. Paris, impr. G. de Malherbe et Cie s.d. [1919] accessible en ligne sur Gallica.
- [Jean Jacques Brunel (1893-1914), brigadier au 43e RAC, 2e groupe] Brunel de Pérard Jacques - Carnet de route (4 août - 25 septembre 1914). Paris, Georges Crès et Cie éd. 1915 (Prix Montyon de l'Académie française 1915)[33].
- [Louis Clément Joseph Girard (1869-1934), capitaine de la 23e batterie du 43e RAC ; commandant du 1er groupe de renforcement du 43e RAC (1er groupe AD53) ; commandant par intérim. du 243e RAC] Anonyme - Sur le front occidental avec la 53e division d'infanterie. 4 vol. : I - Paris, Berger-Levrault, 1932 ; II - Besançon, Sequana s.d.; III - Paris, Brodart et Taupin eds. s.d.; IV - Compiègne, Imprimerie du progrès de l'Oise [1938].
- [Robert Helouin de Ménibus (1884-1960), lieutenant au 43e RAC, 2e groupe, commandant des échelons] - voir les extraits de correspondance et de son journal de route (6 août - 3 décembre 1914), documents inédits accessibles en ligne in : LAFOSSE Henri -Le livre de la famille, pp. 85-117 .
- [Eugène Jobit (1869-1916), capitaine de la 7e batterie du 43e RAC] voir les lettres adressées à son frère Marcel du 26 novembre 1914 au 25 mai 1915 retranscrites à la fin du carnet de guerre de ce dernier, Service historique de la défense (cote SHD 1 KT 131, pp.31-38)[34].
- [Marcel Jobit (1873-1938), sous-lieutenant du 43e RA, 6e section de munition d’artillerie du 3e corps d’armée] voir son Carnet de guerre, cf. la retranscription tapuscrite du document : Service historique de la défense (cote SHD 1 KT 131)[35].
- [Marie Charles André Roussel (1887-1982), maréchal des logis au 43e RAC, 1er groupe, 3e batterie] Voir la centaine de clichés photographiques légendés, principalement août 1914 - janvier 1915 conservés à l’Historial de la Grande Guerre de Péronne, documents inédits accessibles en ligne[36]

- [René Verney (1881-1958), médecin aide-major au 43e RAC, 3e groupe] -Album de la guerre européenne, album composé de 650 clichés originaux légendés principalement datés entre octobre 1914 et mars 1918, document inédit consultable en ligne.

 À noter : contrairement à l'écrivain Thierry Sandre (1890-1950, prix Goncourt 1924) brigadier puis maréchal des logis fourrier au 43e RAC (août 1914-octobre 1915), Henry Malherbe (1886-1958) auteur de La Flamme au poing. Paris, Albin Michel, 1917 (Prix Goncourt 1917), parfois cité comme ayant appartenu au 43e RAC n'a jamais été affecté dans cette unité (voir registre de  matricule.).

### Personnalités ayant servi au43eRAC durant la Grande-Guerre
- Georges Alyre Médéric Bureau (Paris 1870-Paris 1940), avocat et homme politique, député de la 3e circonscription du Havre (1910-1940), conseiller général du canton de Bolbec (1919-1940), sous-secrétaire d'état à la marine marchande (1915). Capitaine de réserve au 43e RAC[38] (affectation à la mobilisation, classé à la section technique de l'aéronautique le 05/11/1916).
- Gustave Cloëz (Cuincy 1890 - Paris 1970), chef d'orchestre. Brigadier infirmier au 43e RAC (03/08/1914-16/03/1917)[39].
- Jean Primice Catulle Mendes dit Primice Catulle-Mendes (1896-1917), fils de l'écrivain Catulle Abraham Mendes (1841-1909) et de la poétesse Primitive Jeanne Mette (1867-1955) brigadier au 43e RA, tué à l'ennemi sous l'uniforme du 103e RAL au nord de Prosnes (Marne), le 23/04/1917[40]. Sa mère sous le nom de Jane Catulle-Mendes ayant consacré un ouvrage à la recherche de sa dépouille inhumée sur le champ de bataille La Prière sur l’enfant mort. Paris A. Lemerre, 1921 (Voir: Audouin Rouzeau 2000[41]).
- Jules Georges Lucien Valin (Rouen 1867 - Paris 1923) avoué et homme politique, maire de Rouen (1914-1922), lieutenant de réserve est affecté au 43e RA le 25/09/1910. Promu capitaine de réserve le 02/04/1912, il est affecté durant tout le conflit sous l'uniforme du 43e RA, au parc d'artillerie du 3e corps d'armée, commandant la 2e SMI du 02/08/1914 au 01/04/1917, puis la 1re SMI du 01/04/1917 au 19/12/1918[42]. Chevalier dans l'ordre de la Légion d'honneur le 12/07/1917[43].
- Jacques Wolf (Rouen 1896-1956) artiste peintre. Incorporé au 43e RAC du 20/04/1917 au 17/09/1919, homme du rang, sous-officier, puis lieutenant à partir le 1er janvier 1918)[44].

## Entre-deux-guerres
Après une période d'occupation du Palatinat (février-juiin 1919), le 43e RAC regagne à Caen le Quartier Claude Decaen, son dépôt de 1919 à 1940. Le régiment participe ainsi à la célébration du retour des poilus organisée à Caen le 13 septembre 1919. Dans le cadre de la constitution de l'armée française du Rhin en octobre 1919, est reformé à partir de son 5e groupe équipé de pièces de 155C Schneider modèle 1917, le 243e régiment d'artillerie campagne. Celui-ci, rattaché à la 37e division d'infanterie (30e corps d'armée), participe en 1920-1922, à l'occupation de la Rhénanie dans le secteur de Wiesbaden (Hesse) et Mayence (Rhenanie-Palatinat), puis réintègre son unité d'origine dont il reforme le 5e groupe.

## Seconde Guerre mondiale
Le 43e régiment d'artillerie (dépôt : Caen, Quartier Claude Decaen) qui a pris lors de la réorganisation des corps d'artillerie français de janvier 1924  le nom de 43e régiment d'artillerie divisionnaire (43e RAD), est rattaché à la 6e division d’infanterie (6e DI) division de réserve de la 3e Armée. S'y associent les 36e RI, 74e RI, 119e RI, 13e GRDI et le 243e régiment d'artillerie lourde divisionnaire (243e RALD) formé à la mobilisation à Cherbourg à partir de ses 5e et 6e groupes, et qui constitue avec le 43e RAD l'artillerie divisionnaire (AD6).

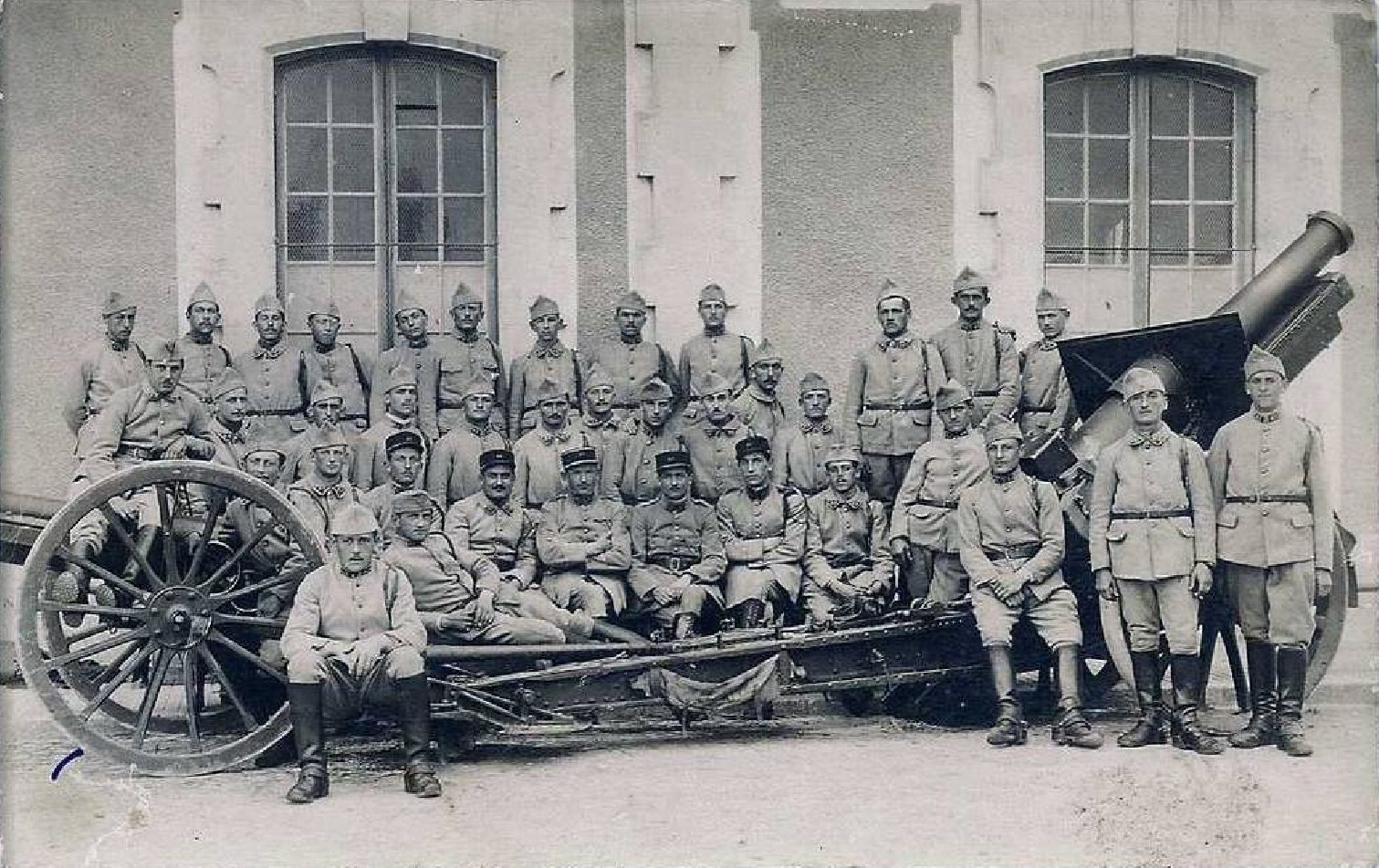
43e RAD, 5e groupe, Caen, quartier Claude Decaen fin des années 1930

Le 43e RAD, unité hippomobile, est composé de trois groupes équipés de canons de 75 modèle 1897 et d'une batterie de défense antichar (BDAC) équipée de canons de 75 puis à partir de novembre 1939 de canons de 47. Le 243e RALD est quant à lui doté de canons de 155C Schneider modèle 1917.

### Principaux engagements du43eRAD

#### Drôle de guerre
- Camp de Sissonne (Aisne) du 11 septembre au 22 octobre 1939[48]

- Frontière du Nord à Hirson (Aisne) du 24 octobre au 26 décembre 1939
- Lorraine, région de Boulay (Moselle) du 27 décembre 1939 au 17 mars 1940
- Woëvre phase de repos et d'entraînement du 20 mars au 10 mai 1940

#### Bataille de France
- Engagé secteur de Stenay (Meuse) 17-22 mai 1940
- Engagé secteur de Sommauthe (Ardennes) du 23 mai au 10 juin 1940
- Retraite du 10 au 20 juin jusqu'au sud de Toul (Meurthe-et-Moselle)
- Capturé le 21 juin 1940, bois du Fey à Viterne (Meurthe-et-Moselle)

Le 43e régiment d'artillerie n'est pas reformé à l'issue du conflit.

### Liste des prisonniers de guerre du43eRAD
698 hommes du 43e régiment d'artillerie sont recensés dans la Liste officielle de prisonniers français : d'après les renseignements fournis par l'autorité militaire allemande publication éditée par le Centre national d'information sur les prisonniers de guerre (N° 1 - 12 août 1940 ; n° 100 -15 juin 1941).

### Témoins du43eRAD
- [Raymond Louis Leconte (Montoire-sur-Loir 1898 - Caen 1965) capitaine de réserve, commandant de la 3e batterie du 43e RAD] Raymond Leconte - Journal de campagne et de prisonnier de guerre (document manuscrit inédit) Archives départementales du Calvados cote 151J/5[49].
- [John Edwin Moignard (Paris 1915 – Antony 2003), aspirant 3e groupe du 43e R.A.D.] L'An quarante. manuscrit inédit de 31 pages ; Moignard John-Edwin, Thomas Raymond, Cent jours, quarante années, Gross-Hesepe – histoire d’une amitié, manuscrit inédit 153 p. documents conservés aux Archives Nationales à Pierrefitte cote 72AJ/2638 (Fonds de l'Amicale du camp des Aspirants du Stalag I A) ; voir dans Floriane Chiffoleau. Captivité des prisonniers de guerre français pendant la Seconde guerre mondiale. Le cas des aspirants du Stalag I A (1940-1945). Mémoire de Master Histoire 2017.

### Personnalités ayant servi au43eRAD
- André Désiré Paul Marie  (Honfleur 1897 - Rouen 1974), capitaine au 43e R.A.D. (commandant la Colonne de Ravitaillement du 2e groupe) ; député de Seine Maritime (1928-1942) et membre du gouvernement en 1933 et 1934, Président du conseil 1948 [50]
- René Schmitt (Cormeilles 1907 - Équeurdreville-Hainneville 1968), professeur d'allemand et homme politique, conseiller d'arrondissement du canton de Cherbourg (1937-1940), maire de Cherbourg (1944-1947 et 1954-1959), député de la Manche (1945-1955 et1958-1962), sous-secrétaire d'Etat à la reconstruction (1946-1947), conseiller général du canton de Cherbourg (1958-1964).

## Guerre d'Algérie

### Formation du I/43eRA
Le 01/09/1956, le 265e bataillon d'infanterie responsable du secteur de Dra-el-Mizan en Grande Kabilie et commandé par le capitaine d'artillerie René Collignon puis par le chef d'escadron Noël Boucher, se transforme en I/43e RA soit, 1er groupe du 43e régiment d'artillerie,.
De septembre 1956 à septembre 1962 le I/43e, principalement composé de réservistes et d'appelés du contingent est stationné à Tizi-Gheniff. Il y est engagé en tant qu'unité à pied de la Xe région militaire, Corps d'armée d'Alger, Zone opérationnelle Est-Algérois, subdivision de Tizi-Ouzou confiée à la 27e DIA puis la 9e DI.

### Dissolution du I/43e RA
Au retour d'Algérie le 22 septembre 1962, le I/43e RA prend ses quartiers à Cherbourg - caserne Rochambeau et ce, jusqu'à sa dissolution le 31 mars 1966

### Témoins du I/43eRA durant la guerre d'Algérie
- [Fauchon Paul] Journal de marche du sergent Paul Fauchon. Kabylie, juillet 1956 - mars 1957, présenté par Jean-Charles Jauffret, Montepellier, Éditions de l’UMR 5609 du CNRS, Université Paul-Valéry, 1997.
- Dole (photographe) [Le 1/43e RA à Tizi-Gheniff], 7 clichés photographiques datés entre le 01/07/1957 et le 01/10/1957 dont certains publiés dans Le Bled. Bimensuel des troupes d'Algérie n°74 [juillet 1958 ?]. ECPAD, Ref. BLED 57-60, voir sur Image Défense.

## Etendard
Il porte, cousues en lettres d'or dans ses plis, les inscriptions suivantes :
- Artois 1915
- Verdun 1916
- Soissonnais 1918
- La Lys 1918
- AFN 1952-1962

### Décorations
Sa cravate est décorée de la Croix de guerre 1914-1918 avec deux citations à l'ordre de l'armée.
Il porte la fourragère aux couleurs du ruban de la Croix de guerre 1914-1918.

## Sources et bibliographie
Source documentaire principale :
- René Verney, un médecin normand dans la grande guerre. (Parcours du 3e groupe du 43e RAC)  http://www.verney-grandeguerre.com

Bibliographie :
- Anonyme, Historique du 43e régiment d'artillerie de campagne. Campagne 1914-1919. Paris, Henri Charles-Lavauzelle ed. 1920. Sur Gallica
- Anonyme, "Dans la Garnison. L'étendard du 43e d'artillerie est présenté au régiment." Journal de Rouen du 19/07/1911
- Anonyme, "Les changements de garnison." Journal de Rouen du 02/04/1914, p. 2
- Lecoc Louis, Pages héroïques de la 5e Division d'infanterie. Paris, S.T.D.I.S ed., 1918

Filmographie :
Souvenons-nous de nos vingt ans en Algérie. Film de 40 minutes, 1958 (évocation exceptionnelle de la vie quotidienne au 43e régiment d'artillerie en Kabylie).